# فرانکنمارک
فرانکنمارک (به آلمانی: Frankenmarkt) یک منطقهٔ مسکونی در اتریش است که در ناحیه وکلابروک واقع شده‌است. فرانکنمارک ۱۸ کیلومتر مربع مساحت دارد ۵۳۶ متر بالاتر از سطح دریا واقع شده‌است.